# Hanna (orkaan)
Orkaan Hanna was een tropische cycloon die op 28 augustus 2008 ontstond uit een tropische golf.

## Ontstaan en ontwikkeling
De achtste tropische depressie ontwikkelde zich op 28 augustus uit een lagedrukgebied ten oostnoordoosten van de Bovenwindse Eilanden. Tegen de avond werd het een tropische storm, die de naam Hanna kreeg.
Op 30 augustus koerste Hanna af op de Turks- en Caicoseilanden. Zij werd daar op 31 augustus verwacht. Op 1 september 01.30 pm AST, gelijk aan 17:30 UTC, bereikte Hanna het orkaanstadium, als categorie 1 orkaan met windsnelheden van ongeveer 120 km/h. Daarmee is Hanna de vierde orkaan van het Atlantisch orkaanseizoen van 2008. Het centrum van de storm bevond zich in buurt van het eiland Mayaguana en verplaatste zich naar de Bahama's. Op 2 september bewoog Hanna zich uiterst langzaam en chaotisch zonder een echte richting te kiezen. Haïti en de Turks- en Caicoseilanden ondervonden langdurige en hevige regenval.
Door de langdurige heftige regenval overstroomde delen van Haïti, met name de laagliggende stad Gonaïves in het westen van het land. De vergaande ontbossing in Haïti in combinatie met regenval was de oorzaak voor dodelijke landverschuivingen en overstromingen omdat de grond het regenwater niet meer vast kon houden. Op 3 september werd gerapporteerd dat er 26 doden te betreuren waren, waarvan 12 in Gonaïves.
Rond 5 september 02h00 p.m. EDT koerste Hanna parallel aan de kust van Florida noordwaarts. De sterkte van de storm had net niet categorie 1 bereikt. Met name in South Carolina werd heftige regenval verwacht. In Haïti vielen 500 doden waarvan 137 in Gonaïves. Op 6 september kwam de storm 45 km ten noordwesten van Wilmington, bij Little River op de grens van South en North Carolina, aan land. Opmerkelijk was dat, volgens de routevoorspellingen, de restanten van deze tropische storm Ierland of Schotland zouden bereiken. 7 september 05h00 a.m. EDT verloor Hanna boven land haar tropische karakteristieken.